# Храм Светог апостола Вартоломеја
Храм Светог апостола Вартоломеја је институција Српске православне цркве и налази се у селу Мало Орашје, надомак Смедерева.

## Историјат храма
Марта месеца 1930. године је на састанку одбора донета одлука за изградњу цркве у Малом Орашју, ради потребе мештана, да не би одлазили у цркве суседних села, већ да имају своју сеоску богомољу. Радови на изградњи цркве су почели у пролеће 1931., а завршени су у јесен исте године. С обзиром да је понестало новаца за довршетак храма и израде иконостаса, двојица одборника су кренули у прикупљање добровољних прилога, широм земље. 
За непуна два месеца сакупљено је довољно средстава за исплату иконостаса кога је већ урадио познати руски сликар и уметник Андреј Биценко. Укупна вредност иконостаса је износила 30.000 у оно време. Укупна вредност израде цркве износила је 65.000. 
Због жеље мештана да освећење цркве буде што свечаније, овај дуго чекани догађај је одложен за 18. октобар 1936. иако су сви радови били готови 1932. године (тадашњи малоорашки парох је служио на антиминсу до освећења цркве).
Нема никакве сумње да ће 18. октобар 1936. за мештане села Малог Орашја остати у посебном сећању. По обављеном освећењу цркве и споменика палим борцима 1912-1918. епископ Венијамин Таушановић са домаћином и народом преселио се у зграду школе где је био припремљен ручак.
Освећење цркве и споменика отворило је једну нову страницу у историји настанку села, као и у проучавању материјалне и духовне структуре становништва.

## Архитектура храма
По својим габаритима црква у Малом Орашју у архитектонском смислу припада низу грађевина мањих димензија са скромнијим обрадама фасада, што је у потпуности усклађено са захтевима и потребама околног становништва. Црква је грађена у стилу који је током 19. века био у тренду, а који је познатији као византијски, неовизантијски или српско-византијски, чија је основна карактеристика једнобродна основа са источном апсидом, наосом и припратом. Цркву је пројектовао Василије Андорсов.

## Храм данас
Данас се у храму обављају редовна богослужења прописана типиком. Иза нас је била велика борба за обнову храма. Наиме, храм је напукао на источној апсиди, и пукотина се раширила по целом храму. Сходно томе, током месеца септембра и октобра извршена санација темеља цркве. Око целе грађевине је бетониран нов темељ, и тако је успешно извршена санација, овог дивног храма. Хвала Господу, уз помоћ верника и њихових прилога успешно смо завршили овај подухват. Пред нама је још изазова, које морамо извршити 

## Галерија
- Санација темеља цркве